# 아일랜드의 포크 음악
아일랜드의 포크 음악은 아일랜드 공화국과 북아일랜드 사람들이 전통적으로 향유하던 음악과, 1960년대 아일랜드 포크 리바이벌 이후에 나온 음악들을 지칭한다.

## 특징
아일랜드 포크 음악은 스코틀랜드의 포크 음악과 매우 유사하며 5음 음계를 주로 사용한다. 악기는 전통적으로 하프를 사용하였다.(아일랜드 국장도 하프이다) 하프는 현대에 와서는 대부분 기타나 밴조 같은 현악기로 대체되었지만, 일부 음악가들은 하프를 계속 사용한다. 백파이프의 일종으로 노섬브리안 파이프와 유사한 일리언 파이프, 틴 휘슬, 보란, 기타, 만돌린, 바이올린, 하모니카, 콘서티나 등이 사용된다. 현대 포크 음악가들은 미국 악기인 밴조도 사용하고 있다. 아일랜드와 스코틀랜드는 민족이 같고 문화가 비슷하기 때문에, 아일랜드 가수들이 스코틀랜드 곡을 부르기도 하고, 그 반대의 경우도 있다. 미국 포크 음악은 진보주의적 성격이 강해 자유, 정의, 평화, 인권, 반전, 반핵, 환경 등을 주로 소재로 하는 반면, 아일랜드 포크 음악은 민족주의적 성격이 강하다.

## 부흥
1950년대 중엽에 미국에서는 아일랜드에서 넘어온 클랜시 형제 셋과 토미 메이컴으로 이루어진 더 클랜시 브라더스(앤드 토미 메이컴)(The Clancy Brothers & Tommy Makem)가 아일랜드의 포크 음악 부흥을 주도하였다. 더 클랜시 브라더스의 활동은 아일랜드 본토에도 영향을 끼쳤다. 더 더블리너스(1962년), 디 아이리시 로버스(1964년) 등등 무수히 많은 포크 그룹들이 미국과 캐나다, 아일랜드 본토에서 쏟아져 나왔고, 많은 솔로 가수들도 등장하게 되었다. 미국의 포크 가수들도 아일랜드 곡을 앨범에 삽입하기도 하였다. 이들은 단순히 전통 곡들을 현대적 감각에 맞게 편곡하여 내놓았을 뿐만 아니라, 민족 감정을 자극하는 대중가요나 해학, 풍자적인 대중가요를 내놓기도 했다.

## 시스템
한국처럼 연예 기획사의 오디션을 봐서 데뷔하는 경우도 물론 있지만, 대부분은 연예 기획사와 상관없이 독립적으로 활동하는 경우가 많다. 솔로 가수들의 경우 미국 포크 음악처럼 포크 동호인들의 집회 장소인 포크 클럽을 통해 일단 음악계에 데뷔한 다음, 명성을 얻으면 그 때 가서 자기 돈으로, 또는 레이블을 정해 계약을 맺고 앨범을 내는 경우가 많다. 밴드의 경우 거의 대부분이 한국 용어로 인디밴드이다. 그래서 데뷔 연도와 1집 발매 연도가 차이가 1~2년씩 나는 것이다. 예를 들어 더 더블리너스는 1962년 데뷔, 1964년 1집 발매이다.

## 오해
미국인, 일본인, 한국인은 흔히 대니 보이(Danny Boy)를 아일랜드의 대표적인 포크 음악으로 오해한다. 실제로 엘비스 프레슬리, 존 바에즈, 에바 캐시디를 비롯한 많은 미국 가수들이 대니 보이를 불렀고, 심지어 한국의 아이돌 가수인 아이유(2009년)와 소녀시대(2011년)도 이 곡을 불렀다. 그러나 대니 보이는 정작 아일랜드의 포크 가수들과 그룹들은 거의 부르지 않는 곡이다. 이 곡은 가락만 북아일랜드 가락인 런던데리 에어(Londonderry Air)이고, 가사는 1913년에 잉글랜드 사람이 지었다. 한국으로 따지자면, 아리랑의 가락에 일본인이 가사를 붙인 곡인 셈이다. 이 곡이 대표적인 아일랜드 고전 포크송이 아닌 또다른 이유는, 쾌활하고 발랄한 아일랜드인의 국민성(아이리시 로버, 홀리 그라운드 등은 굉장히 쾌활하고 밝은 곡이다)과는 정반대로 차분하고 조용한 곡이기 때문이다. 아일랜드의 대표적인 곡들은 다음에 열거되어 있다.

## 대표하는 곡들
제목의 영어 발음-제목의 한국어 뜻-알파벳 표기 순으로 나열하였다. 모든 곡에서 첫머리에 나오는 정관사는 생략하였다. 

### 전통 곡
- 아이리시 로버-아일랜드 방랑자(배 이름임)-Irish Rover(J.M.크로프트)
- 홀리 그라운드-거룩한 땅-Holy Ground
- 레드 이즈 더 로즈-장미는 빨갛구나-Red is the Rose[3]
- 라이징 어브 더 문-월출-Rising of the Moon
- 피네건스 웨이크-피네건이 깨어남-Finnegan's Wake
- 마운틴 듀-산 이슬[4]-Mountain Dew
- 아일 텔 마이 마-우리 엄마에게 말할 거야[5]-I'll tell my ma
- 와일드 콜로니얼 보이-거친 식민지 소년[6]-Wild Colonial Boy
- 브레넌 온 더 모어-황야의 브레넌[7]-Brennan on the Moor
- 골웨이 레이시스-골웨이의 경주-Galway Races
- 골웨이 시티-골웨이 시-Galway City
- 뱅크스 어브 더 로지스-장미꽃 핀 둑-Banks of the Roses
- 조니, 아이 하들리 뉴 야-Johnny, I Harldly knew ya-조니, 난 널 거의 못 알아봤어, 또는 빙빙 돌아라(동요로 번안된 한국어 곡 제목)
- 리틀 베거맨-Little Beggarman-작은 거지
- 위스키 이즈 더 라이프 어브 맨-Whiskey is the Life of Man-위스키는 남자의 삶이다
- 라크 인 더 클리어 에어-맑은 하늘의 종다리-Lark in the Clear Air
- 다운 바이 더 샐리 가든스-샐리 정원 아래에서-Down by the Sally Gardens(윌리엄 버틀러 예이츠 작사)
- 위스키 인 더 자-항아리 속의 위스키-Whiskey in the Jar
- 블랙 벨벳 밴드-검은 우단 띠-Black Velvet Band
- 오도늘 아부-오도늘 앞으로-O'Donnell Aboo(Abu)
- 민스트럴 보이-음유시인 소년-Minstrel boy (토머스 무어 작사)
- 라스트 로즈 어브 서머-여름철의 마지막 장미 또는 한 떨기 장미꽃(한국어판 제목)-Last Rose of Summer (토머스 무어 작사)
- 렛 에린 리멤버-에린이 기억케 하자-Let Erin Remeber (토머스 무어 작사)[8]
- 윈즈 댓 셰이크스 더 발리-Winds That Shakes the Barley-보리를 흔드는 바람(로버트 드와이어 조이스 작사)[9]
- 로키 로드 투 더블린-더블린 가는 바위투성이 길-Rocky road to Dublin
- 래틀린 보그-들썩거리는 늪-Rattlin' Bog
- 캐릭퍼거스-캐릭퍼거스-Carrickfergus
- 바드 어브 아마-아마의 음유시인-Bard of Armagh[10]
- 도닝 어브 더 데이-하루의 새벽-Dawning of the Day(토머스 코넬런 작곡)[11]
- 버던트 브레이스 어브 스크린-스크린의 파릇파릇한 산비탈-Verdant Braes of Screen
- 페어 디 웰-잘 있어-Fare Thee Well
- 미스터 모지스-모지스 씨-Mr. Moses
- 레일리스 도터-레일리의 딸-Reilly's Daughter
- 주스 어브 더 발리-보리 주스-Juice of the Barley[12]
- 코팅 인 더 키친-Courting in the Kitchen-주방에서 연애 중
- 투엔티 서드 어브 준-23rd of June-6월 23일
- 로징 더 보-Rosing the Beau-남자 친구를 장밋빛으로 붉히기
- 조니 매켈두-Johnny McEldoo-조니 메켈두
- 어 네이션 원스 어게인-광복-A nation Once Again
- 갓 세이브 아일랜드-하느님 아일랜드에 축복을-God Save Ireland

다음 세 곡은 국적 불명이다. 스코틀랜드 곡으로 보기도 하고, 아일랜드 곡으로 보기도 한다. 

- 와일드 로버-거친 떠돌이-Wild Rover
- 파팅 글래스-작별의 잔-Partig Glass
- 롤랜즈 어브 홀랜드-네덜란드의 저지대-Lowlands of Holland

### 과도기 곡
1800년대 말부터 1945년 사이에 나온 곡들이다.
- 로디 매컬리-로디 매컬리[13]-Roddy McCorley(에트나 카버리)
- 켈리 더 보이 프럼 킬란-킬란에서 온 소년 켈리[14]-Kelly, The Boy From Killan(e)(패트릭 조지프 매콜(Patrick Joseph McCall, 1911년)
- 불라보그-불라보그-Boulavogue(패트릭 조지프 매콜)
- 더 보이즈 어브 웩스퍼드-웩스퍼드의 소년들-The Boys of Wexford(패트릭 조지프 매콜 작사, 아서 워렌 달리 작곡)
- 볼드 피니언 멘-용감한 피니언 남성들[15](피더 키어니)
- 솔저스 송-군인의 노래-Sodier's Song(피더 키어니, 현 아일랜드 공식 국가)
- 갓 블레스 잉글랜드-하느님, 잉글랜드를 축복하소서-God Bless England(피더 키어니)[16]
- 존스턴스 모터 카-존스턴의 자동차-Johnston's Moter Car(윌리 길레스피)
- 리전 어브 더 리어가드-후위 부대의 많은 사람들-Legion of the Rearguard(대니얼 키팅)

### 현대 곡
- 휘슬링 집시 로버-휘파람 부는 집시 떠돌이-Whistling Gypsy Rover(레오 매과이어(Leo Maguire))
- 와일드 마운틴 타임-야생 산 백리향-Wild Mountain Thyme(프란시스 맥피크(Francis McPeake))[17]
- 어 저그 어브 펀치-위스키 펀치 한 잔- A Jug of Punch(프란시스 맥피크)[18]
- 포 그린 필즈-네 푸른 벌판-Four Green Fields(토미 메이컴)
- 페어웰 투 칼링퍼드-칼링퍼드를 향한 작별-Farewell to Carlingford(토미 메이컴)
- 램블스 어브 스프링-봄날의 방랑-Rambles of Spring(토미 메이컴)
- 더 윈즈 아 싱잉 프리덤-바람은 자유를 노래한다-The Winds are Singing Freedom(토미 메이컴)
- 패트리엇 게임-애국자 경기-Patriot Game(도미니크 비언)[19]
- 올드 트라이앵글-낡은 트라이앵글-Old Triangle(도미니크 비언)
- 매칼파인스 퓨절리어스-매칼파인의 사수-McAlpine's Fusiliers(도미니크 비언)
- 컴 이 아웃 블랙 앤 탠즈-블랙 앤 탠즈 나와라.-Come Ye out Black and Tans(도미니크 비언)
- 메리 플로보이 또는 오프 투 더블린 인 더 그린-명랑한 시골 청년 또는 초록색 옷을 입고 더블린으로-Merry Ploughboy or Off to Dublin in the Green(제러마이어 린치 작사)
- 라이플즈 어브 디 아이알에이-IRA의 소총-Rifles of the IRA(도미니크 비언)
- 볼드 테넌트 파머-용감한 소작농-Bold Tenant Farmer(보비 클랜시)
- 블랙워터스 사이드-블랙워터의 가장자리-Blackwater's Side(리엄 클랜시)
- 투 헌드레드 이어 올드 알코올릭-200살 먹은 술꾼-200-Year-Old Alchoholic(리엄 클랜시)
- 브릭레이어스 송-벽돌공의 노래-Bricklayer's Song(피터 쿡시)
- 필즈 어브 아덴라이-아덴라이의 들판-The Fields of Athenry(피트 세인트존)
- 유 아 낫 아이리시-너는 아일랜드인이 아니다-You're not Irish(로비 오코늘)
- 더 타운 아이 러브드 소 웰-내가 너무나도 사랑했던 마을-The Town I Loved So Well(필 쿨터)
- 홈 프럼 더 시-바다로부터의 집-Home From the Sea(필 쿨터)

## 같이 보기
- 아일랜드 음반 산업 협회